# Przewody Wolffa

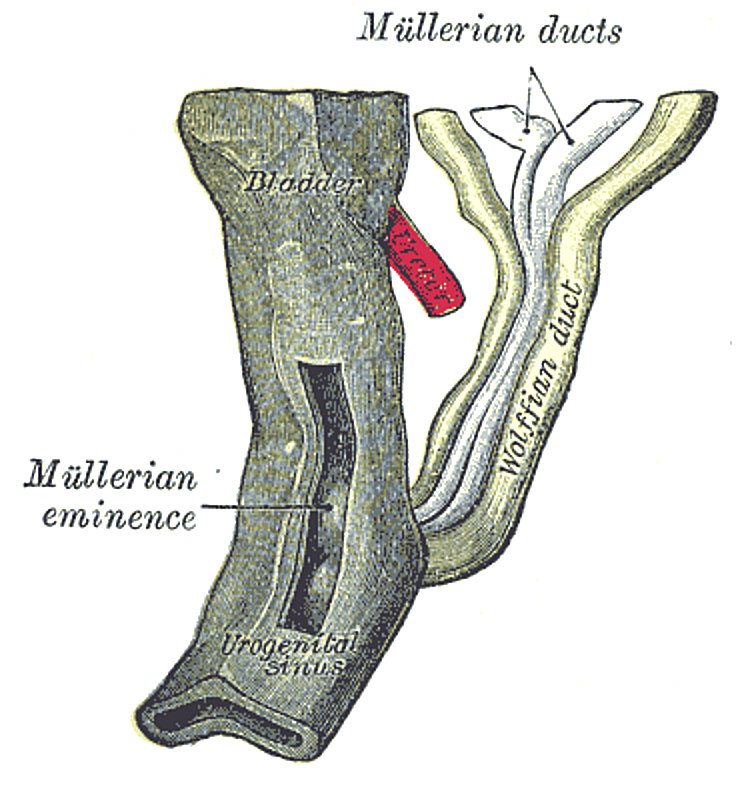
Zatoka moczowo-płciowa u zarodka żeńskiego w 9 tygodniu życia, widoczne przewody Wolffa, podpisane jako Wolffian duct

Przewody Wolffa, także jako przewody śródnercza lub przewody pranercza – moczowody pierwotne pełniące funkcje wyprowadzania moczu u samic bezowodniowców, a u samców z wyjątkiem kręgoustych i ryb kostnoszkieletowych również funkcje nasieniowodów.

## Rozwój u owodniowców
U owodniowców podlegają przekształceniom w męskie drogi płciowe i moczowody obu płci. 

U człowieka, u zarodków męskich, pod wpływem testosteronu, zapoczątkowuje tworzenie się przewodu najądrza. W niższym odcinku, przewód Wolffa, wraz z tkankami otaczającymi, tworzy nasieniowód. Pozostałością po tych przewodach, niepełniącą żadnych funkcji, jest przyczepek najądrza. 

U zarodków żeńskich, przewody te ulegają w większości zanikowi, ich pozostałości znajdują się obok pochwy jako przewód Gartnera i nie pełnią żadnej roli. Jednak u obu płci, dolny fragment przewodu jest punktem wyjścia pączka moczowodowego, z którego powstają moczowód, miedniczka nerkowa i kanaliki zbiorcze.

## Historia
Zostały one opisane po raz pierwszy w roku 1757 przez Caspara Friedricha Wolffa, od którego nazwiska pochodzi jedna z nazw tego przewodu.